# Liste der Kulturgüter in Bäretswil
Die Liste der Kulturgüter in Bäretswil enthält alle Objekte in der Gemeinde Bäretswil im Kanton Zürich, die gemäss der Haager Konvention zum Schutz von Kulturgut bei bewaffneten Konflikten, dem Bundesgesetz vom 20. Juni 2014 über den Schutz der Kulturgüter bei bewaffneten Konflikten sowie der Verordnung vom 29. Oktober 2014 über den Schutz der Kulturgüter bei bewaffneten Konflikten unter Schutz stehen.
Objekte der Kategorien A und B sind vollständig in der Liste enthalten, Objekte der Kategorie C fehlen zurzeit (Stand: 1. Januar 2023). Unter übrige Baudenkmäler sind weitere geschützte Objekte zu finden, die im Verzeichnis der Objekte von überkommunaler Bedeutung der kantonalen Denkmalpflege zu finden und nicht bereits in der Liste der Kulturgüter enthalten sind.

## Kulturgüter
| Foto | | Objekt                                                                                  | Kat. | Typ | Standort                                            | Beschreibung |
| ---- | --- | --------------------------------------------------------------------------------------- | ---- | --- | --------------------------------------------------- | ------------ |
| ja   | Datei hochladen · Wikidata zu Ehemalige Baumwollspinnerei Neuthal mit Nebenbauten und Fabrikantenvilla (Q29573995) | Ehemalige Baumwollspinnerei Neuthal mit Nebenbauten und Fabrikantenvilla KGS-Nr.: 07393 | A    | G   | Im Neuthal 2–8 / Baumastrasse 54–56 707782 / 246376 |              |
| ja   | Datei hochladen · Wikidata zu Greifenberg, Burgstelle (Q29573997)                                                  | Greifenberg, mittelalterliche Burgstelle KGS-Nr.: 07394                                 | A    | F   | Greifenberg 707740 / 244900                         |              |
| ja   | Datei hochladen · Wikidata zu Reformierte Kirche Bäretswil (Q16101812)                                             | Reformierte Kirche KGS-Nr.: 07395                                                       | B    | G   | Schulhausstrasse 6 707110 / 243915                  |              |

## Übrige Baudenkmäler
| ID                | Foto |                                                             | Objekt | Kat.    | Typ | Standort                                          | Beschreibung |
| ----------------- | ---- | ----------------------------------------------------------- | --- | ------- | --- | ------------------------------------------------- | ------------ |
| 11100043          | ja   | Datei hochladen                                             | Schulhaus Ferenwaltsberg                                                                                    | B reg.  | G   | Ghöchstrasse 132, Gibswil 710461 / 242774         |              |
| 11100481          | ja   | Datei hochladen                                             | Neuthal Fabrikanlage, Oberer Wasserturm / Wasserregulierung                                                 | B kant. | G   | Neuthal 707972 / 245913                           |              |
| 11100507          | ja   | Datei hochladen                                             | Neuthal Fabrikanlage, Ökonomiegebäude                                                                       | B kant. | G   | Gujer-Zeller-Haus 707734 / 246440                 |              |
| 11100508          | ja   | Datei hochladen                                             | Neuthal Fabrikanlage, Stallgebäude                                                                          | B kant. | G   | Neuthal 707719 / 246428                           |              |
| 11100509          | ja   | Datei hochladen                                             | Neuthal Fabrikanlage, Fabrikantenwohnhaus                                                                   | B kant. | G   | Gujer-Zeller-Haus 707754 / 246416                 |              |
| 11100510          | ja   | Datei hochladen                                             | Neuthal Fabrikanlage, Spinnereihauptgebäude (1827)                                                          | B kant. | G   | Neuthal 707783 / 246376                           |              |
| 11100511          | ja   | Datei hochladen                                             | Neuthal Fabrikanlage, Reithalle/Magazin                                                                     | B kant. | G   | Neuthal 707829 / 246316                           |              |
| 11100512          | ja   | Datei hochladen                                             | Neuthal Fabrikanlage, Werkstattgebäude (1870)                                                               | B kant. | G   | Neuthal 707752 / 246363                           |              |
| 11100513          | ja   | Datei hochladen                                             | Neuthal Fabrikanlage, Baumwollmagazin (1870)                                                                | B kant. | G   | Neuthal 707730 / 246330                           |              |
| 11100515          | ja   | Datei hochladen                                             | Neuthal Fabrikanlage, Wohnhaus alte Mühle                                                                   | B kant. | G   | Neuthal 707691 / 246323                           |              |
| 11100516          | ja   | Datei hochladen · Wikidata zu Bahnhof Neuthal (Q31449044)   | Bahnhof Neuthal UeBB, Aufnahmegebäude/Güterschuppen (heute Wohnhaus)                                        | B kant. | G   | Neuthal 707708 / 246210                           |              |
| 11100560          | ja   | Datei hochladen                                             | Neuthal Fabrikanlage, Trafostation                                                                          | B kant. | G   | Neuthal 707773 / 246353                           |              |
| 11100635          | ja   | Datei hochladen                                             | Doppelbauernhaus                                                                                            | C       | G   | Wabergstrasse 5, Adetswil 705142 / 244679         |              |
| 11100681          | ja   | Datei hochladen                                             | Turbinenturm Nr. 681                                                                                        | B reg.  | G   | Tobel, Adetswil 705982 / 243584                   |              |
| 11100838          | ja   | Datei hochladen                                             | Ehemalige Staldenmühle, Nebengebäude / Wohnhaus                                                             | B reg.  | G   | Mühlestrasse 9 706723 / 243782                    |              |
| 11100842          | ja   | Datei hochladen                                             | Ehemalige Staldenmühle, Hauptgebäude / Wohnhaus                                                             | B reg.  | G   | Mühlestrasse 7 706746 / 243785                    |              |
| 11100894          | ja   | Datei hochladen                                             | Flarz, Hausteil 1                                                                                           | B reg.  | G   | Wetzikerstrasse 20 707189 / 243530                |              |
| 11100895          | ja   | Datei hochladen                                             | Flarz, Hausteil 2                                                                                           | B reg.  | G   | Wetzikerstrasse 18 707193 / 243532                |              |
| 11100896          | ja   | Datei hochladen                                             | Flarz, Hausteil 3                                                                                           | B reg.  | G   | Wetzikerstrasse 16 707196 / 243534                |              |
| 11100897          | ja   | Datei hochladen                                             | Flarz, Hausteil 4                                                                                           | B reg.  | G   | Wetzikerstrasse 14 707201 / 243536                |              |
| 11100898          | ja   | Datei hochladen                                             | Flarz, Hausteil 5                                                                                           | B reg.  | G   | Wetzikerstrasse 10 707208 / 243540                |              |
| 11100925          | ja   | Datei hochladen                                             | Bürgerhaus                                                                                                  | C       | G   | Wetzikerstrasse 9 707196 / 243673                 |              |
| 11100972          | ja   | Datei hochladen                                             | Bauernhaus (1777), Hausteil 1+2                                                                             | C       | G   | Adetswilerstrasse 10 707123 / 243976              |              |
| 11100977          | ja   | Datei hochladen                                             | Bauernhaus                                                                                                  | B reg.  | G   | Adetswilerstrasse 9 706843 / 243951               |              |
| 11100984          | ja   | Datei hochladen                                             | Reformiertes Pfarrhaus                                                                                      | B reg.  | G   | Pfarrhausstrasse 5 706980 / 243870                |              |
| 11100985          | ja   | Datei hochladen                                             | Ehemaliges Waschhaus                                                                                        | B reg.  | G   | bei Pfarrhausstrasse 5 707000 / 243865            |              |
| 11100997          | ja   | Datei hochladen                                             | Gemeindehaus mit Nebengebäude                                                                               | C       | G   | Schulhausstrasse 4 707152 / 243823                |              |
| 11101020          | ja   | Datei hochladen · Wikidata zu Bahnhof Bäretswil (Q31448985) | Bahnhof Bäretswil DVZO (ehemals UeBB), Aufnahmegebäude mit angebautem Güterschuppen, Läutwerk und Barrieren | B kant. | G   | Bahnhofstrasse 22 706835 / 243903                 |              |
| 11101054          | ja   | Datei hochladen                                             | Methodistenkapelle, Friedenskirche                                                                          | B reg.  | G   | Gupfstrasse 21 706999 / 243670                    |              |
| 11101220          | ja   | Datei hochladen                                             | Primarschule Adetswil, Klassentrakt                                                                         | B reg.  | G   | bei Stapfetenstrasse 16, Adetswil 706223 / 244212 |              |
| 11101224          | ja   | Datei hochladen                                             | Primarschule Adetswil, Turnhalle                                                                            | B reg.  | G   | bei Stapfetenstrasse 16, Adetswil 706169 / 244209 |              |
| 11101226          | ja   | Datei hochladen                                             | Primarschule Adetswil, Abwartwohnhaus mit Garage                                                            | B reg.  | G   | Stapfetenstrasse 16, Adetswil 706203 / 244184     |              |
| 11101574          | ja   | Datei hochladen                                             | Säge Stockrüti (1981 an neuem Standort rekonstruiert)                                                       | B reg.  | G   | Maiwinkelstrasse 1 708241 / 242578                |              |
| 111K00001         | ja   | Datei hochladen                                             | Neuthal Fabrikanlage, Stauweiher 3                                                                          | B kant. | G   | 707691 / 246260                                   |              |
| 111K00007         | ja   | Datei hochladen                                             | Neuthal Fabrikanlage, Farnbühl Weiher (1879–1886)                                                           | B kant. | G   | 707982 / 246008                                   |              |
| 111K00007a        | ja   | Datei hochladen                                             | Neuthal Fabrikanlage, Äusserrer Weiher (1827/1851)                                                          | B kant. | G   | 707732 / 245963                                   |              |
| 111K00011         | ja   | Datei hochladen                                             | Neuthal Fabrikanlage, Hofbrunnen des Guyer-Zeller-Gutes                                                     | B kant. | K   | 707754 / 246415                                   |              |
| 111K00012         | ja   | Datei hochladen                                             | Neuthal Fabrikanlage, Springbrunnen im oberen Park                                                          | B kant. | K   | 707733 / 246402                                   |              |
| 111K00013         | ja   | Datei hochladen                                             | Neuthal Fabrikanlage, Brunnen (1865)                                                                        | B kant. | G   | 707719 / 246428                                   |              |
| 111K00032         | ja   | Datei hochladen                                             | Eisenbahnbrücke Neuthal (1900)                                                                              | B kant. | G   | 707809 / 246326                                   |              |
| 111K00033         | ja   | Datei hochladen                                             | Eisenbahnbrücke Tobel                                                                                       | B reg.  | G   | 706368 / 243678                                   |              |
| 111K00506         | ja   | Datei hochladen                                             | Neuthal Fabrikanlage, Turbinenturm (1879)                                                                   | B kant. | G   | 707895 / 246521                                   |              |
| 111K00506a        | ja   | Datei hochladen                                             | Neuthal Fabrikanlage, Seiltransmissionsturm (1879)                                                          | B kant. | G   | 707835 / 246457                                   |              |
| 111PARK00510a     | ja   | Datei hochladen                                             | Neuthal Fabrikanlage, Oberer Park                                                                           | B kant. | G   | 707721 / 246397                                   |              |
| 111PARK00510b     | ja   | Datei hochladen                                             | Neuthal Fabrikanlage, Unterer Park                                                                          | B kant. | G   | 707789 / 246443                                   |              |
| 111PARK00510c     | ja   | Datei hochladen                                             | Neuthal Fabrikanlage, Gartenpavillon                                                                        | B kant. | G   | 707775 / 246433                                   |              |
| 111WR-HINWIL00137 | ja   | Datei hochladen                                             | Neuthal Fabrikanlage, Wasserbauten / Wasserkraftanlagen Nr. 137                                             | B kant. | G   | 707829 / 246457                                   |              |
| 111WR-HINWIL00279 | ja   | Datei hochladen                                             | Neuthal Fabrikanlage, Wasserbauten / Wasserkraftanlagen Nr. 279                                             | B kant. | G   | 707707 / 246291                                   |              |

Legende: Im Wesentlichen siehe Legende der Liste der Kulturgüter von nationaler und regionaler Bedeutung, mit folgenden Ausnahmen:
- Anstelle der KGS-Nummer wird als Objekt-Identifikator (ID) die Inventarnummer im Verzeichnis der Objekte von überkommunaler Bedeutung des kantonalen Denkmalschutzamtes verwendet.
- Bei den Kategorien wird wie folgt unterschieden: B kant. = Objekt von kantonaler Bedeutung (Kanton Zürich); B reg. = Objekt von regionaler Bedeutung (Kanton Zürich).